# Zespół Tersona
Zespół Tersona – obecność krwotoków w ciele szklistym, przestrzeni podszklistkowej lub przed siatkówką, w związku z ostrym krwawieniem podpajęczynówkowym. Prawdopodobną przyczyną zespołu jest szybki wzrost ciśnienia śródczaszkowego. Przy krwotoku podpajęczynówkowym u 13% pacjentów występuje zespół Tersona wskazując na poważne krwawienie, a w związku z tym większe ryzyko zgonu.
Zespół opisali jako pierwsi Moritz Litten w 1881 i Albert Terson w 1900.
Objawy: zaburzenia ostrości widzenia
Rozpoznanie: badanie dna oka, badania obrazowe np. rezonans magnetyczny
Leczenie: zwykle operacyjne: witrektomia